# Egernborg
Egernborg (Kong Valdemars Jordebog i 1231: Ykernæborg, Ykærnæburgh) var en dansk fæstning ved den nuværende tyske by Egernførde (≈Egernfjord by), som er omtalt i Kong Valdemars Jordebog 1231 som Ykernæborg. Navnet er afledt af egern (tysk Eichhörnchen, oldnordisk Íkorni). Borgen gav senere navn til byen Egernførde og bydelen Borreby (Borby)
Borgen blev opført på et strategisk sted ved danernes sydgrænse på en banke (Ballastbjerg) nord for fjordens smalleste sted (ved den nuværende forbindelse mellem Egernfjord og Vindeby Nor, i middelalderen har noret endnu ikke været adskilt fra fjorden). Den stod muligvis i forbindelse med borgen i Sliminde og Danevirkes østervold. Borgens formål kan have været at hindre fjender at komme længere ind mod nord i Jylland og på halvøen Svans. Den ses på ældre stik som en ringborg, men dens alder er ikke fastslået. Borgen dokumenteres for sidste gang i 1441. Der er nu ingen rester tilbage. Borgen skulle have haft sin plads i nærheden af den nuværende Borreby Kirke. Den nøjagtige placering er dog ukendt. Stednavnet Borgvold (Burgwall) minder endnu fæstningens volde. I 1700-tallet skal der endnu have været resterne af slotsvolde. Hvorvidt der kan konstrueres en sammenhæng mellem voldstedet ovenfor sundet mellem fjorden og noret og den nærliggende kirke vides ikke.
Fra 1300-tallet findes et notat om, at Hennekinus Moltke har været dansk amtsmand på Egernborg i 1319.